# 夏之秋
夏之秋（1912年2月27日—1993年5月12日），原名夏汉兴，中國音樂家、作曲家，中央音乐学院管弦樂教授，曾創作抗战歌曲《歌八百壮士》等。

## 生平
1912年2月27日他出生于武汉汉口三署街，父夏博琴祖籍湖北孝感，在汉口圣约翰小学教書，同時擔任圣约翰教堂琴师，為他取名夏汉兴以纪念中華民國取代滿清。他3岁时母亲因病去世，5岁隨父亲的学习风琴，8岁时开始吹小号。1926年夏汉兴入讀武昌文华中学，參加了學校的校铜管乐队，期間學會了其他的一些管乐器。
1931年其父亲因伤寒去世，當時夏汉兴正在读高二，在學校覓得校管乐队教员一職謀生。1932年考入华中大学物理系，1934年受當時他的英文老师沈祖荣指引決定報考音樂學院，1936年由欣賞他音樂才能的周小燕之父周苍柏出資500元、與周小燕一起入讀上海国立音乐专科学校，師從黄自、萧友梅、吴伯超和李惟宁，曾與黄一起成立上海管弦乐团。
1937年七七事变爆发後，夏之秋中斷學業，返回武漢參加抗敌工作团，任其中的音乐组组长，並改名夏之秋以銘記國家的“生死存亡之秋”。同年10月在《大公报》上读到光未然的《抗日合唱》，有感于此用這首詩作的最后一句為名譜成《最后的胜利是我们的》，大受歡迎。不久之後他又創作了以受桂涛声诗作《歌八百壮士》啓發、以“八百壮士”為主題的《歌八百壮士》，經周小燕演唱後傳遍國内各地。
1938年夏，夏之秋成立了武汉合唱团，9月份前往香港宣傳抗日。之前還經何伟會見董必武，受到其支持。在香港和澳門，他分別創作了《思乡曲》和《赠寒衣予负伤将士》。12月中旬抵達新加坡，見到“南洋华侨筹赈祖国难民总会”組織者陈嘉庚，並且在當地舉辦了數場公演。次年5月開始，他們在马来西亚各地巡演一年，筹得叻币200多万，其中大部分都又捐給筹赈会。
1940年6月他沿滇缅公路搭运输车回國，受聘于国民党中央训练团，在重慶訓練由60名战时儿童保育院孤兒組成的军乐队。此外他还兼任重庆国立音乐院（今中央音樂學院）和其他幾個合唱团的指挥，亦在陶行知的育才学校任课，小提琴家杨秉孙、作曲家杜鸣心、指挥家严良堃就是他這段時間内教出的學生。1942年起夏之秋先後在湖北教育学院音乐系、国立音乐院作曲系、国立湖北师范学院音乐系担任教授。中華人民共和國成立後，又在中南文艺学院音乐系擔任副主任，在中南音乐专科学校擔任副校长。1954年開始成爲中央音乐学院管弦系的铜管乐教授直到逝世。1993年5月12日他在北京逝世。